# Venturino Venturi

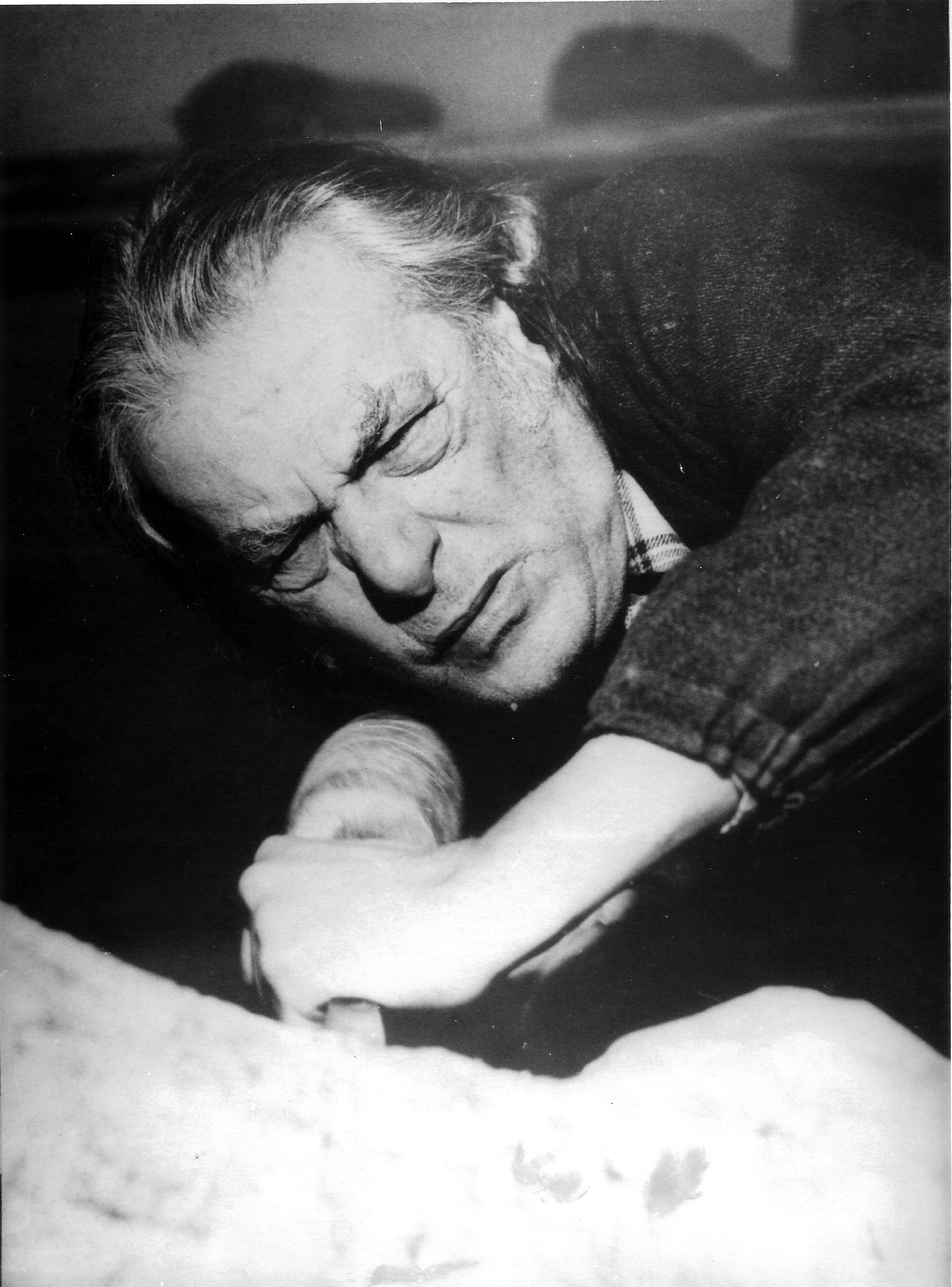
Venturino Venturi che scolpisce nel suo studio a Loro Ciuffenna.

Venturino Venturi (Loro Ciuffenna, 6 aprile 1918 – Terranuova Bracciolini, 28 gennaio 2002) è stato uno scultore e pittore italiano.

## Biografia

### 1918-1940
Venturino nasce il 6 aprile 1918 a Loro Ciuffenna, un borgo medievale nel centro della Toscana, dal padre Attilio e dalla madre Primetta Gori. Nel 1921 Attilio, di ispirazione socialista, è costretto a lasciare l'Italia e ripara in Francia, a Étain Meuse. Nel 1925 la famiglia si trasferisce in Lussemburgo, a Esch-sur-Alzette, dove Venturino compie i propri studi. Nel 1936 decide di proseguire la propria formazione in Italia, dove frequenta l'Accademia delle Belle Arti di Firenze sotto la guida di Bruno Innocenti. È in quegli anni che stringe un importante legame sentimentale con la scultrice svizzera Priska Von Martin e con lo scultore Hans Josephsohn. Quest'ultimo, in seguito alle leggi razziali emanate in Italia nel 1938, venne accolto nella casa di campagna di Loro Ciuffenna, e fu ospite dei nonni di Venturino. I legami personali e artistici con Priska e Hans proseguirono poi a lungo nel reciproco scambio e nella condivisione della ricerca artistica, a riprova dell'importanza della formazione di matrice europea che ha caratterizzato l'arte di Venturino, sulla quale ha saputo sin da giovane studente innestare la radice culturale italiana. In parallelo il giovane entra in contatto con il milieu culturale cittadino, stringendo rapporti con artisti e letterati, quali Ottone Rosai, Vasco Pratolini, Alessandro Parronchi, Mario Luzi, Carlo Bo, Piero Bigongiari, Eugenio Montale, Enrico Pea, Giuseppe Ungaretti e molti altri. Il primo soggiorno fiorentino è quello delle prime sculture, tra le quali il ritratto di Ottone Rosai del 1938, e l'Autoritratto del 1939, oggi nella Galleria degli Uffizi.
Nel 1940 viene chiamato alle armi e inviato sul fronte balcanico. Nell'inverno del medesimo anno viene gravemente ferito e rimpatriato trascorre la lunga degenza a Firenze.

### La prima personale e il dopoguerra (1945-1953)
Nell'aprile del 1945, a pochi giorni dalla liberazione di Firenze, allestisce la sua prima personale nella Galleria La Porta, ove espone sculture, dipinti, bozzetti e disegni, sintesi di dieci anni di lavoro.
Nel 1947 lascia Firenze per Milano, dove frequenta, tra gli altri, Lucio Fontana, che lo invita ad aderire al Manifesto dello Spazialismo. A tale invito Venturino oppone un deciso rifiuto, nonostante ne condivida le linee programmatiche, poiché non si sente ancora pronto a schierarsi ritenendo la propria ricerca aperta e in continuo divenire.
A Milano approfondisce la propria inclinazione per la ricerca astratta, cui giovano i numerosi scambi con Lucio Fontana e i più giovani Alfredo Chighine, Gianni Dova e Roberto Crippa. Vi si era già avvicinato a Firenze quando aveva stretto rapporti con il gruppo degli astrattisti toscani. La loro espressione astratto concreta è accademia dopo Mondrian, aveva scritto a proposito delle ricerche di Vinicio Berti, Gualtiero Nativi, Mario Nuti e Alvaro Monnini, di coloro cioè che nel 1950 sottoscriveranno il manifesto dell'Astrattismo classico. Allontanatosi dalle geometrie dei fiorentini, Venturino elabora composizioni biomorfe di straordinario lirismo, che trae per impronta diretta da consumate tavolette in legno. Del resto, aveva scritto nel 1946, l'astrattismo è ragionamento e bisogno di nuove espressioni. Immerso nella cultura artistica milanese di cui apprezza la vitalità e i proficui dibattiti non rinuncia alla propria personalissima visione dell'arte, tanto che in una lettera all'amico e poeta Alessandro Parronchi, a quel tempo il suo principale critico, scrive a Milano sono tutti picassini. In quegli anni si va precisando la personalità di un artista totalmente assorbito nell'assolutezza della propria ricerca. Scrive in merito alle frequentazioni milanesi: Incontro a Milano gli scultori Marini, Manzù, Messina, Cappello che, sebbene in tono minore, si muovono. Dopo il cubismo e il futurismo la situazione è rimasta viva, c'è ancora Vedova, Burri, Turcato con Consagra e Mastroianni. Vedo anche i fratelli Pomodoro, i fratelli Basaldella, Cagli, Capogrossi e tutti i neorealisti.
Il biennio 1947-49 è ricco di riconoscimenti, Venturino vince nel 1948 a Milano il premio Emilio Gariboldi per la scultura con un Autoritratto in pietra, partecipa al concorso per il premio Forte dei Marmi, vince quindi il premio St.Vincent.
Nel 1950 partecipa alla XXV Biennale d'arte di Venezia con l'opera Composizione del 1948.
I primi anni Cinquanta lo vedono nuovamente a Firenze, della quale scrive: Firenze ha sempre più un alito di avanguardia nelle arti figurative. Espone le sue composizioni astratte alla galleria Numero di Fiamma Vigo e alla Vigna Nuova dei fratelli Santi e Giovanni Michelucci. L'amicizia con l'architetto Michelucci sarà fondamentale per l'evoluzione successiva dell'arte di Venturino. Sempre a Firenze tra il 1950 e il 1953 modella alcuni dei suoi capolavori di scultura: Maternità di straordinaria sintesi e ritratti ove perfeziona quella sua singolare attitudine alla penetrazione nell'essenza umana (Mario Luzi, Alessandro Parronchi, Lionello De Luigi, Fiamma Vigo, Giovanni Michelucci). Sono gli anni che lo vedono approfondire l'amicizia con il poeta Mario Luzi, che di Venturino sarà il più sensibile esegeta, e che scrisse alcune tra le pagine più alte della sua prosa, meditando sull'arte dell'amico.

### Il monumento a Pinocchio (1953-1956)
Nel 1953 Venturino partecipa al concorso internazionale per un Monumento a Pinocchio, indetto dalla Fondazione Nazionale Carlo Collodi, a Collodi. Con gli architetti Renato Baldi e Lionello De Luigi presenta il progetto per una piazzetta con le pareti interne coperte da 900 m² di superficie musiva. Al centro del quadrilatero doveva ergersi una scultura alta 5 metri, un Pinocchio in bronzo con la mano alzata nel gesto del saluto la cui ombra, proiettata sulle pareti, come lo gnomone di una meridiana, avrebbe dovuto indicare il dipanarsi del racconto.
La giuria del concorso aggiudica a Venturino il primo premio in ex aequo con lo scultore Emilio Greco. La doppia aggiudicazione impedisce la realizzazione del Pinocchio gnomone, poiché la scultura viene affidata allo scultore catanese, allora all'apice della propria carriera. Di conseguenza, la piazza di Venturino, diversamente orientata rispetto al progetto originale, rimane priva del suo centro. Ciononostante l'opera appare subito originale e innovativa, sia per la tecnica utilizzata, sia per l'impianto narrativo, con la storia di Pinocchio raccontata attraverso un libero gioco di rimandi fantastici.
Dal 1954 al 1956 Venturino lavora incessantemente ai mosaici; confidando nella propria capacità di lavoro, spezza una ad una le pietre che costituiscono la superficie musiva, ma l'impegno fisico e mentale lo portano ad ammalarsi gravemente. Una grave depressione psichica, cui concorsero il fenomenale impegno fisico, la delusione per non aver potuto compiere l'opera secondo il progetto iniziale, e il ricordo della guerra (aveva avuto in sorte di sopravvivere ai commilitoni morti), lo conduce al ricovero nell'ospedale di San Salvi a Firenze. Varca la soglia del manicomio alla fine del 1956. Dal 1958, una psichiatria agli albori della riconsiderazione della malattia psichiatrica, gli consente di esprimere la propria sofferenza attraverso l'arte. Lavora, chino sul pavimento del manicomio, a grandi disegni a pastello e tempera, che sono tra le sue opere più significative, sui quali l'artista riproduce la guerra, l'amore, e spesso la figura di Pinocchio, che trasfigura in un'effigie umana ora gioiosa ora sofferente.
Guarito, riprende la propria attività.

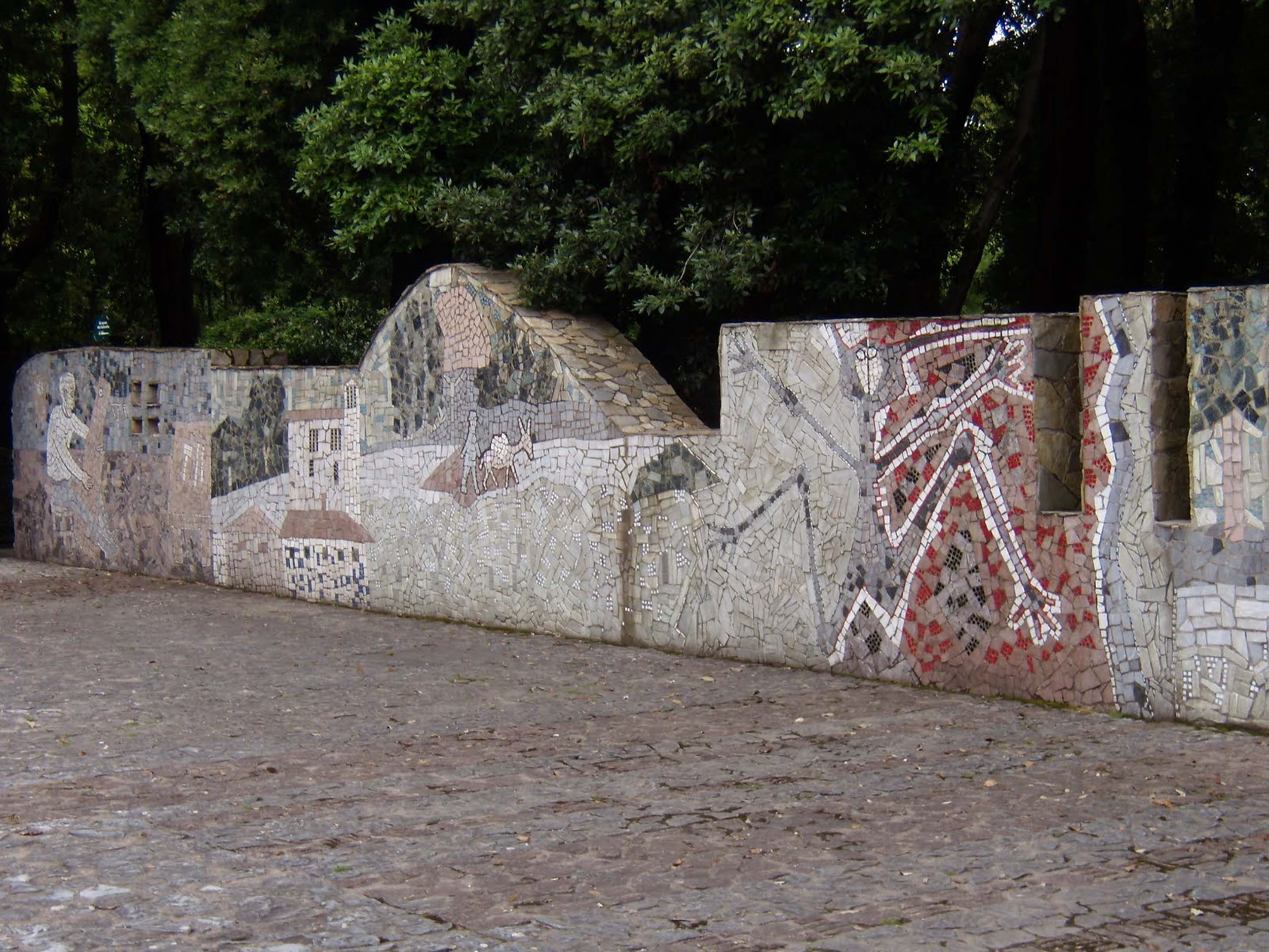
Piazzetta di Collodi, 1953-1956

### Dal 1960 al 2002
Nel 1961 Venturino stringe rapporti con Matilde Giorgini e Quadrante, la galleria che nel corso di tre anni di intensa attività introduce l'arte informale a Firenze. Venturino dal 1960 al 1968 lavora incessantemente alle sue carte "informali", realizzate secondo la sua particolare tecnica della impressione - passava ad olio una tavola di compensato, vi appoggiava il foglio, e da dietro tracciava rivoli di densa materia. Alla produzione grafica alterna la ritrattistica in scultura, dando vita a capolavori che oggi costituiscono una tra le più importanti gallerie di ritratti del secondo novecento (Cristina Campo, Antonio Bueno, Piero Bigongiari). Espone alla VIII Quadriennale di Roma, e nel 1960 la Galleria La Strozzina di Palazzo Strozzi di Firenze gli dedica un'importante antologica per la cura di Mario Bergomi, mentre l'anno successivo Carlo Ludovico Ragghianti presenta i suoi Monotipi al Gabinetto Disegni e Stampe dell'Università di Pisa.
Nel 1962 partecipa alla III e Biennale Internazionale di Scultura di Carrara e, nel 1963, alla Mostra Mercato Internazionale di Arte Contemporanea di Palazzo Strozzi a Firenze, per la quale disegna il manifesto. Sono anche gli anni di importanti opere pubbliche, e tra queste il Monumento per le Vittime del Nazismo del 1963 oggi in Piazza Tasso a Firenze. Nel 1965 partecipa alla IV Biennale Internazionale di Scultura di Carrara presentato da Ragghianti. Mario Luzi firma nel 1968 per Critica d'arte di Ragghianti un magistrale contributo sull'opera di Venturino, che comincia così: 
Di Venturino Venturi mi colpì fin dai primi approcci la forma, il soffio di elementarità creatrice. Credo anche oggi che lì stia la causa del suo potente fascino. Esiste in Venturi una così stretta connessione tra plastica e sentimento della creazione che, quasi per un risucchio magnetico, la sua scultura e il suo disegno - non meno voluminoso - si applicano di frequente e per di più al loro massimo ai temi e ai soggetti che implicano origine, nascita e creazione. Il discrimine tra figura e astrazione appare insensato e quasi irrisorio di fronte all'unica potenza e autorità della forma-creazione... come se Venturino toccando il prodigio del vivente nel punto dov'è inesauribile, leggesse nel nostro tempo più a fondo.
Nel 1969 esce il primo studio monografico su Venturino Venturi per la firma di Carlo Santini. I successivi anni Settanta trascorrono tra la realizzazione di importanti opere pubbliche e una intensa attività espositiva in gallerie private e presso istituzioni pubbliche. Tra le più importanti realizzazioni si ricordano il San Francesco e la lupa di Arezzo, del 1973. Prosegue la collaborazione con Luzi che nel 1974 dà alle stampe Ipazia, con quattro acqueforti di Venturino.
Nel 1978 scolpisce Verbo nascente, che poi destinerà alla memoria per i Caduti di tutte le guerre del comune di Chitignano e nel 1979 lavora per la natìa Loro Ciuffenna e scolpisce il Monumento alla famiglia umana per la memoria della liberazione del Pratomagno, introdotto da Ragghianti. Sono due sculture monumentali, la prima in macigno del Pratomagno e la seconda in marmo bianco di Carrara. Entrambe segno della cifra dell'artista maturo che traspone temi universali a consolazione delle comunità ancora ferite dai drammi del secondo conflitto mondiale.
Nel 1984 Venturino lavora con Mario Luzi a una Divina Commedia e con la sua tecnica dell'impressione compone 63 carte di grande formato dedicate alle tre cantiche. Mario Luzi seleziona le terzine e Venturino le traspone su carta. Scrisse il poeta a tal proposito sul testo introduttivo l'esposizione: 
Venturino entra ed esce liberamente dal grande libro di Dante come se fosse il libro, sì, di un grande autore ma anche il libro dell'umanità: e seguendo la sua straordinaria vena immaginativa e morale opera talora nel rispetto e nella viva suggestione della poesia. L'osservatore non mancherà certo di ricevere in pieno petto tutta la potenza della vicenda che attraverso certe figure si svolge unitaria e universa tra abissi di dolore e devozione e vertici inesprimibili di luce, cretti, fessure che lasciano intravedere una luce ancor più sublime e negata alla rappresentazione - proprio come Dante anche Venturino infatti ricorre spesso all'affermazione inibita, alla dichiarazione di ineffabilità.
Il 4 luglio del 1991 viene inaugurato a Castelnuovo dei Sabbioni il grande Murale alla Memoria (oltre 60 metri di pittura) che richiama i valori del lavoro, della libertà e ricorda l'eccidio nazifascista perpetrato ai danni di quella comunità nel luglio del 1944.
Nel 1993 viene inaugurato il Museo Venturino Venturi di Loro Ciuffenna; nel 1999 Mario Luzi chiede a Venturino di presentare a papa Giovanni Paolo II la Bibbia, poiché desidera che essa sia a corollario della Passione che ha scritto per la Via Crucis di quel medesimo anno, che venne trasmessa in mondovisione la notte del Venerdì Santo.
Venturino Venturi muore il 28 gennaio 2002.

## Venturino Venturi nei Musei
Musei Vaticani
Galleria degli Uffizi
Galleria d'Arte Moderna di Palazzo Pitti
Museo degli Argenti di Firenze
Museo Novecento di Firenze
Museo Diocesano di Milano
MNHA di Città del Lussemburgo
Galleria d'Arte Moderna e Contemporanea di Arezzo
Museo della Grafica di Palazzo Lanfranchi a Pisa
Museo di Arte Sacra di Prato
MAON di Cosenza
Museo di Santa Croce a Firenze
Museo degli Innocenti di Firenze

## Venturino Venturi nelle Collezioni
Abbazia di Vallombrosa
Abbazia di San Miniato al Monte di Firenze
Palazzo Vescovile di Prato
Seminario Arcivescovile di FiesoleRAI Firenze
Banca Generali (Milano)
Cassa di Risparmio di Firenze
Monte dei Paschi di Siena
Banca Etruria (Arezzo)
Cassa di Risparmio di Pistoia e della Lucchesia
Banca del Valdarno (Credito Cooperativo di San Giovanni Valdarno)
Banca del Chianti Fiorentino di San Casciano
Fondazione Nazionale Carlo Collodi
Fondazione Spadolini

## L'Archivio Venturino Venturi
Dal 2004 è attivo l'Archivio Venturino Venturi, che ha sede nella casa-atelier che appartenne all'artista, nel paese natìo di Loro Ciuffenna. L'Archivio ha organizzato importanti mostre monografiche: 

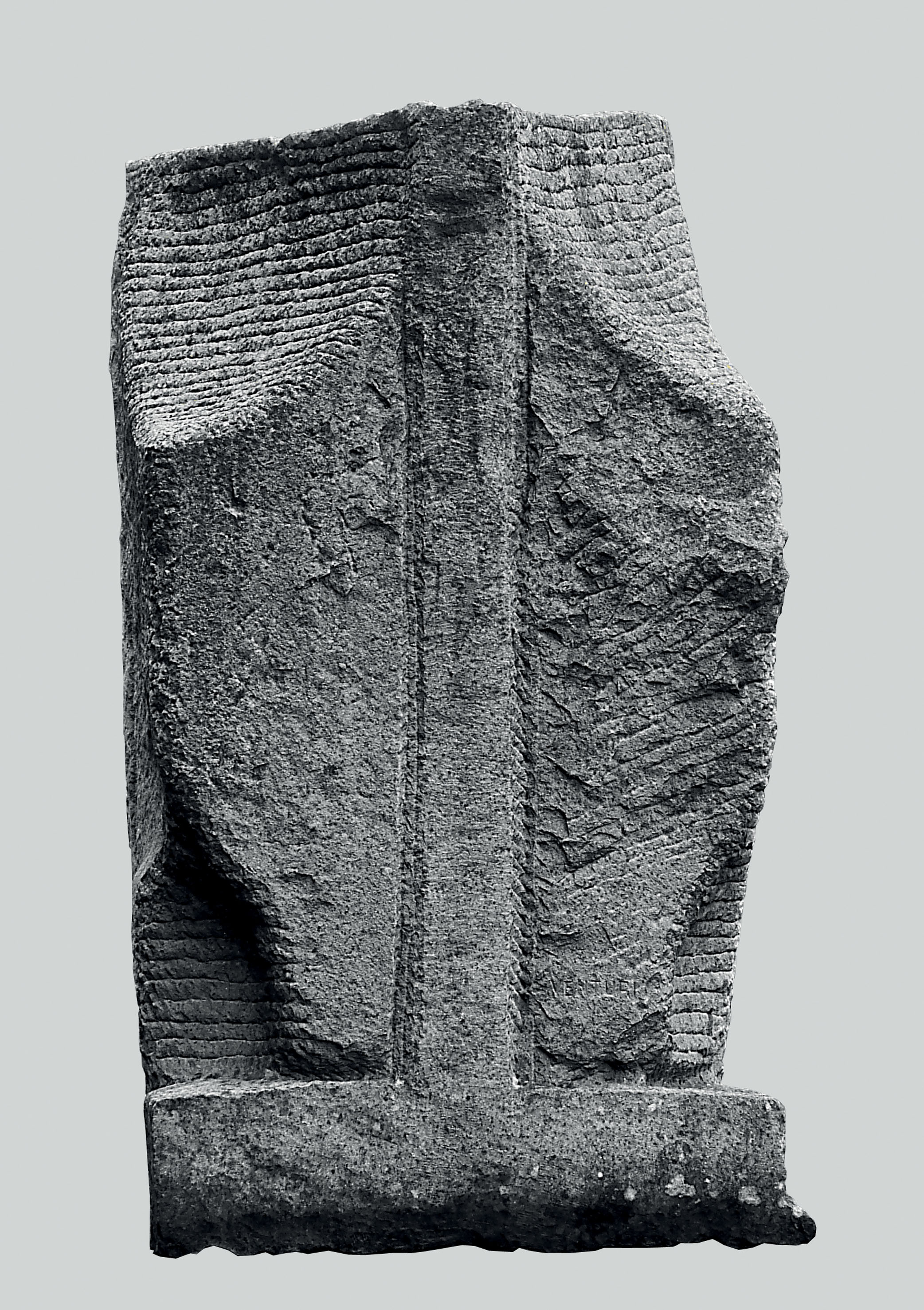
Verbo nascente, 1978

2006. Impronte di Materia. Venturino Venturi: matrici, monotipi, disegni e sculture dal 1948 al 1986, Ministero dei Beni Culturali (Roma), Museo di San Matteo (Pisa), Casa Masaccio (San Giovanni Valdarno)
2007. Volti. Uomini e donne del Valdarno nei ritratti di Venturino Venturi, Palazzo Concini (Terranuova Bracciolini)
2011. Visioni Parallele. Venturino Venturi e il Novecento, Galleria comunale di Arte Contemporanea (Arezzo)
2012. Venturino Venturi. Il dono dell'assoluto, Museo Bandini, Palazzo comunale - Sala del Basolato, Badia fiesolana, Seminario Vescovile (Fiesole)
2013. Venturino Venturi. Dentro il labirinto, Museo diocesano (Milano)
2014. Volti dell'ermetismo. Segno e ritratto in Venturino Venturi, Villa Bardini e Archivio Vieusseux (Firenze)
2016. La Divina Commedia di Venturino Venturi, Villa Bardini (Firenze)
2018. Maternità e morte. la Pietà di Venturino a cent'anni dalla nascita, Museo dell'Opera del Duomo (Firenze)
2018. Mater, Museo degli Innocenti, Palazzo Vecchio e Museo dell'Opera del Duomo (Firenze)
Le celebrazioni per il centenario dalla nascita dell'artista sono state onorate dalla Medaglia del Presidente della Repubblica - quale premio di rappresentanza alle celebrazioni per il centenario della nascita di Venturino Venturi previste nel corso dell'anno 2018.

## Bibliografia selezionata dal 1953

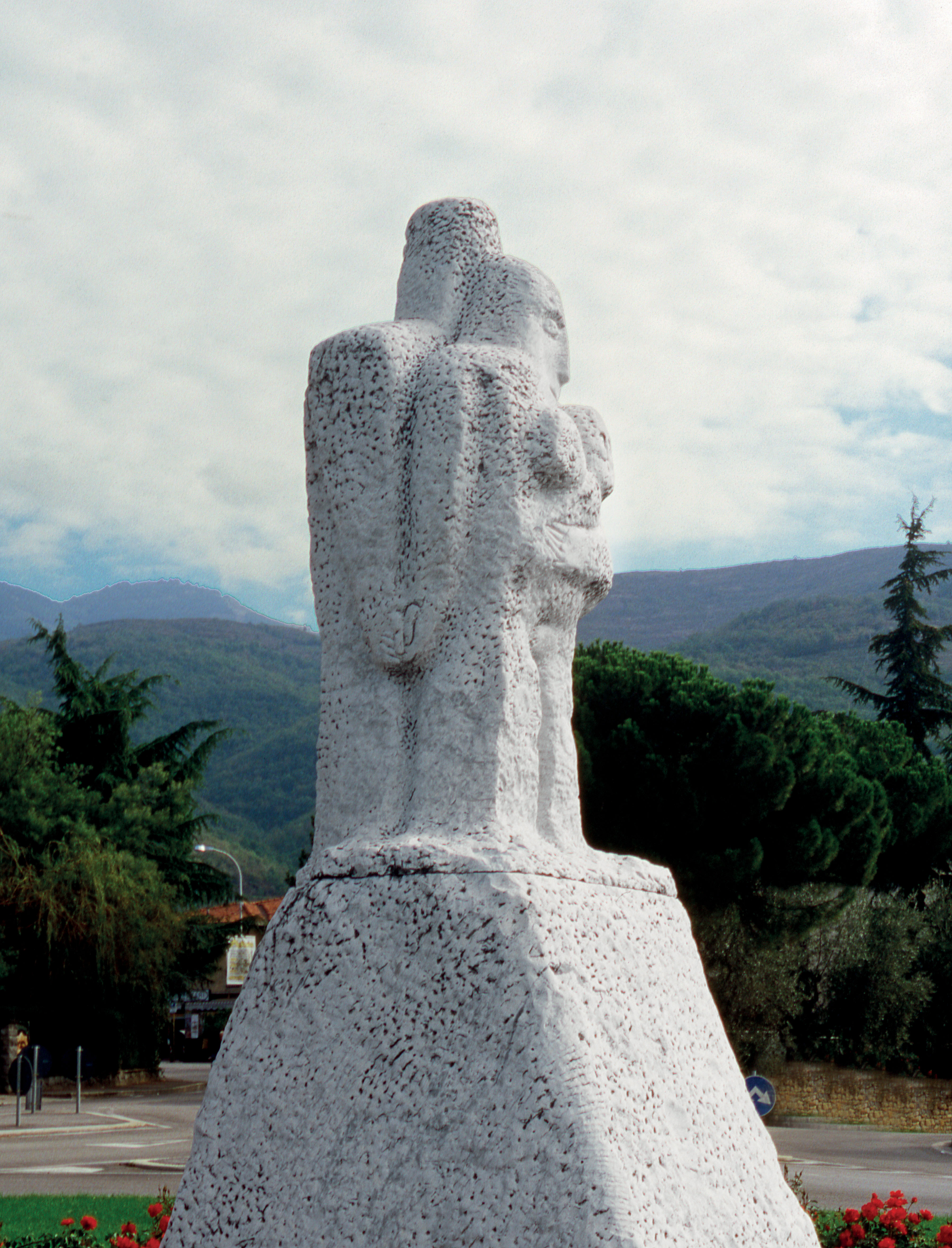
Il monumento alla famiglia umana, 1979